# 臺中市立潭秀國民中學
臺中市立潭秀國民中學，簡稱潭秀國中，是一所位於臺中市潭子區的國民中學，於1992年8月創校。

## 歷任校長
1. 陳秋林：1992年8月－1998年7月
2. 謝瀋鴻：1998年8月－2003年7月
3. 程啟煌：2003年8月－2006年1月
4. 曾祿喜：2006年2月－2010年1月
5. 伊慕蘊：2010年2月－2013年7月
6. 江世大：2013年8月－2017年7月
7. 連秀玉：2017年8月－2021年7月
8. 晏傳嫘：2021年8月－現任

## 學區
- 潭子區
  - 大富里
  - 東寶里
  - 大豐里
  - 頭家
  - 家興里
  - 家福里
  - 甘蔗里
  - 栗林里、潭秀里、潭陽里、福仁里以中山路西邊為界

## 外部連結
- 潭秀國中 （页面存档备份，存于）